# Boxe aux Jeux olympiques d'été de 1960
Navigation
Melbourne 1956 Tokyo 1964
Aux Jeux olympiques d'été de 1960, dix épreuves de boxe anglaise se sont disputées du 25 août au 5 septembre 1960 à Rome, Italie.

## La victoire de Cassius Clay
Cassius Clay Jr., (Mohamed Ali) dispute à cette occasion sa première compétition majeure. Il remporte le titre olympique dans la catégorie mi-lourds. Mais, lorsqu'il s'aperçoit que sa victoire pourtant très importante n'avait en rien modifié son statut d'esclave dans son pays, il finit par jeter sa médaille olympique dans une rivière (médaille qui lui fut rendue lors des Jeux olympiques d'été de 1996 à Atlanta lorsqu'il hissa la flamme olympique).

## Résultats

### Podiums

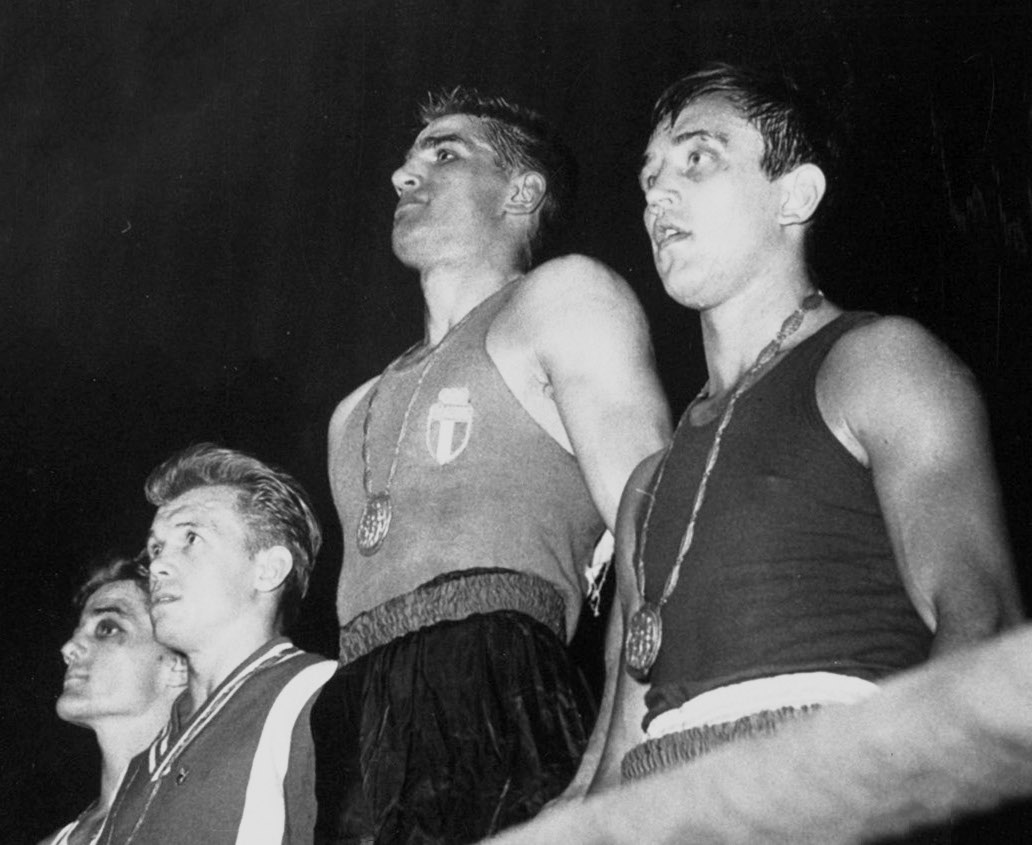
Podium des poids welters. De gauche à droite : Jim Lloyd, Leszek Drogosz, Nino Benvenuti, Yuriy Radonyak.

| Catégories                    | Or                 | Argent                 | Bronze                                 |
| Poids mouches (-51 kg)        | Gyula Török        | Sergei Sivko           | Kiyoshi Tanabe Abdel Moneim El-Guindi  |
| Poids coqs (-54 kg)           | Oleg Grigoryev     | Primo Zamparini        | Brunon Bendig Oliver Taylor            |
| Poids plumes (-57 kg)         | Francesco Musso    | Jerzy Adamski          | William Meyers Jorma Johannes Limmonen |
| Poids légers (-60 kg)         | Kazimierz Paździor | Sandro Lopopolo        | Abel Laudonio Richard McTaggart        |
| Poids super-légers (-63,5 kg) | Bohumil Němeček    | Clement Quartey        | Quincey Daniels Marian Kasprzyk        |
| Poids welters (-67 kg)        | Nino Benvenuti     | Yuriy Radonyak         | Leszek Drogosz Jimmy Lloyd             |
| Poids super-welters (-71 kg)  | Wilbert McClure    | Carmelo Bossi          | William Fisher Boris Lagutin           |
| Poids moyens (-75 kg)         | Eddie Crook Jr.    | Tadeusz Walasek        | Yevgeniy Feofanov Ion Monea            |
| Poids mi-lourds (-81 kg)      | Cassius Clay       | Zbigniew Pietrzykowski | Anthony Madigan Giulio Saraudi         |
| Poids lourds (+81 kg)         | Franco De Piccoli  | Daan Bekker            | Josef Němec Günter Siegmund            |

### Tableau des médailles
Les boxeurs italiens ont dominé ce classement des médailles avec sept médailles dont trois d'or. 
| Place | Pays                       | Médaille d'or, Jeux olympiques | Médaille d'argent, Jeux olympiques | Médaille de bronze, Jeux olympiques | Total |
| ----- | -------------------------- | ------------------------------ | ---------------------------------- | ----------------------------------- | ----- |
| 1     | Italie                     | 3                              | 3                                  | 1                                   | 7     |
| 2     | États-Unis                 | 3                              | 0                                  | 1                                   | 4     |
| 3     | Pologne                    | 1                              | 3                                  | 3                                   | 7     |
| 4     | Union soviétique           | 1                              | 2                                  | 2                                   | 5     |
| 5     | Tchécoslovaquie            | 1                              | 0                                  | 1                                   | 2     |
| 6     | Hongrie                    | 1                              | 0                                  | 0                                   | 1     |
| 7     | Afrique du Sud             | 0                              | 1                                  | 1                                   | 2     |
| 8     | Ghana                      | 0                              | 1                                  | 0                                   | 1     |
| 9     | Royaume-Uni                | 0                              | 0                                  | 3                                   | 3     |
| 10    | Australie                  | 0                              | 0                                  | 2                                   | 2     |
| 11    | Japon                      | 0                              | 0                                  | 1                                   | 1     |
| -     | Égypte                     | 0                              | 0                                  | 1                                   | 1     |
| -     | Finlande                   | 0                              | 0                                  | 1                                   | 1     |
| -     | Roumanie                   | 0                              | 0                                  | 1                                   | 1     |
| -     | Argentine                  | 0                              | 0                                  | 1                                   | 1     |
| -     | Équipe unifiée d'Allemagne | 0                              | 0                                  | 1                                   | 1     |
| Total | 16 pays médaillés          | 10                             | 10                                 | 20                                  | 40    |